# Usine FCA Toluca
L'Usine FCA de Toluca est une usine d'assemblage du constructeur automobile italien FCA-Fiat Chrysler Automobiles, filiale de Fiat Automobiles Group, implantée au Mexique depuis 1968 par Chrysler et dont la production est essentiellement destinée aux marchés d'Amérique du Nord : États-Unis et Canada et depuis peu à l'Amérique du Sud.

## Histoire
L'usine a été construite en 1968 pour assurer la fabrication de vans Dodge et automobiles Plymouth. Implantée au Mexique sur la commune Toluca, dans l'État de Mexico, elle dispose d'une capacité de production de plus de 250 000 automobiles par an avec une cadence de 1.000 véhicules par jour. Elle bénéficie des accords économiques des pays d'Amérique du Nord sur le libre échange des marchandises sans taxes. Récemment, en 2010, le Mexique a essayé de négocier un accord similaire avec les pays d'Amérique du Sud. Une première ouverture a été constatée avec le Brésil et l'Argentine mais cet accord reste très fragile et peut à tout moment être suspendu en fonction de l'évolution de la crise économique qui touche ces pays.
Lorsque le groupe américain Chrysler était sous la coupe de l'allemand Daimler Benz, de 1998 à 2007, l'usine a été chargée en 2000 de la fabrication de la Chrysler PT Cruiser qui est resté en production jusqu'au 9 juillet 2010. Quasiment 1,35 million de PT Cruiser seront produits dans l'usine.
Depuis le rachat du groupe Chrysler LLC par le constructeur italien Fiat, l'usine de Toluca a été totalement restructurée et modernisée avec l'introduction de robots Comau. Elle est chargée de la production des Dodge Journey et Fiat Freemont ainsi que de la petite Fiat 500 (2007) destinée aux marchés américains nord et sud.

## Toluca Stamping Plant
Cette usine, construite en 1994, est indépendante de l'usine d'assemblage. Elle est spécialisée dans la production de pièces de carrosseries destinées aux modèles assemblés dans l'usine de Toluca. Elle emploie 203 salariés.

## L'avenir du site[2]
L'usine de Toluca va bénéficier de gros investissements durant l'année 2016 pour permettre l'assemblage de nouveaux modèles comme annoncé par S. Marchionne le 17 septembre 2015. Trois nouveaux modèles feront leur apparition dans les 4 prochaines années : la Chrysler 200, la Dart (ou sa remplaçante) et une Jeep crossover.

## Production
Les principaux modèles assemblés dans l'usine de Toluca :
| Image | Modèles                        | Période   |  | Image | Modèle                           | Période   |
| ----- | ------------------------------ | --------- |  | ----- | -------------------------------- | --------- |
|       | Plymouth Valiant 3e génération | 1967-1973 |  |       | Plymouth Belvedere 4e génération | 1964-1970 |
|       | Dodge Aries                    | 1981-1989 |  |       | Plymouth Reliant                 | 1981-1989 |
|       | Dodge Shadow                   | 1987-1994 |  |       | Plymouth Sundance                | 1987-1994 |
|       | Dodge Spirit                   | 1989-1995 |  |       | Plymouth Acclaim                 | 1989-1995 |
|       | Dodge Stratus                  | 1995-2000 |  |       | Chrysler Sebring cabriolet       | 1996-2000 |
|       | Dodge Neon                     | 1995-1999 |  |       | Plymouth Neon                    | 2000-2005 |
|       | Chrysler PT Cruiser            | 2001-2010 |  |       | Dodge Journey                    | 2008-20xx |
|       | Fiat 500                       | 2010-20xx |  |       | Fiat Freemont                    | 2011-20xx |